# Virginia Slims of Houston 1990
Virginia Slims of Houston 1990 — жіночий тенісний турнір, що проходив на відкритих кортах з ґрунтовим покриттям Westside Tennis Club у Х'юстоні (США). Належав до турнірів 3-ї категорії в рамках Туру WTA 1990. Відбувсь удвадцяте і тривав з 27 березня до 1 квітня 1990 року. Четверта сіяна Катарина Малеєва здобула титул в одиночному розряді і отримала 45 тис. доларів.

## Фінальна частина

### Одиночний розряд
Катарина Малеєва —  Аранча Санчес Вікаріо 6–1, 1–6, 6–4
- Для Малеєвої це був перший титул в одиночному розряді за сезон і 9-й — за кар'єру.

### Парний розряд
Змагання в парному розряді скасовано через дощ.